# Ego Kill Talent
Ego Kill Talent – brazylijski zespół rockowy z São Paulo. Zespół został założony w 2014 roku przez Jean Dolabella (ex-Sepultura) i Theo van der Loo. Byli już w pre-programie już System of a Down, Korn and Foo Fighters. Występowali również na festiwalach takich jak Rock in Rio, Santiago Gets Louder i Lollapalooza w Brazylii. Zespół znany jest ze zmiany instrumentów podczas występu. Pierwszy album został wydany w 2017 roku. Ten album, który ma taką samą nazwę jak zespół, był przełomowy dla zespołu. Są one również wymieniane przez Google jako jeden z 20 nadchodzących aktów 2017 roku.

## Dyskografia

### Albumy
- Ego Kill Talent (2017)

### Ep's
- Sublimated (2015)
- Still Here (2016)
- My Own Deceiver (2017)

### Single's
- Collision Course (2017) z Far From Alaska
- We All (Acoustic Version) (2017)
- Sublimated (live in Nîmes) (2017)
- Still Here (live in Nîmes) (2017)